# Rich Niemann
Richard W. Niemann, detto Rich (St. Louis, 2 luglio 1946), è un ex cestista statunitense, professionista nella NBA e nella ABA.

## Carriera
Venne selezionato dai Detroit Pistons al quarto giro del Draft NBA 1968 (42ª scelta assoluta).
Con gli Stati Uniti disputò le Universiadi di Tokyo 1967.